# Олівер Ґолдсміт (канадський поет)
Олівер Ґолдсміт (англ. Oliver Goldsmith; 1794–1861) – канадський поет, який народився в Сент-Ендрюсі, Нью-Брансвік. У 1822 році він написав кілька віршів для аматорського театру в Галіфаксі. Він найбільш відомий завдяки поемі «Відроджене село», яка вийшла в 1825 році. Це був перший поетичний твір такого великого розміру, опублікований корінним англо-канадцем, і перша книжкова публікація в Англії канадського поета. Крім того, його Автобіографія є першою автобіографією серед канадських письменників. Його не слід плутати з його двоюрідним дідом Олівером Ґолдсмітом, на чию знамениту поему «Покинуте село» є відповіддю «Відроджене село» канадського поета.
У 1944 році уряд Канади включив Олівера Ґолдсміта до списку осіб національного історичного значення.

## Зовнішні посилання
- - The Rising Village by Oliver Goldsmith (full text).
  - Other Poems by Oliver Goldsmith
  - Kenneth J. Hughes on "The Rising Village"
  - David Jackel on "The Rising Village"
  - A Short Biography of Oliver Goldsmith
  - Department of English, St. Thomas University[en], at New Brunswick Literature Encyclopedia NBLE
  - Goldsmith and the rising village, by D. M. R. Bentley, in "Studies in Canadian Literature", vol. 15, 1, 1990, English or French; University of New Brunswick[en]